# Jasenica (rivière)
Pour les articles homonymes, voir Jasenica.
La Jasenica (en serbe cyrillique : Јасеница, « la rivière du frêne ») est une rivière de Serbie longue de 79 km. Elle est un affluent gauche de la Velika Morava et elle donne son nom à la région de la Jasenica.

## Géographie
La Jasenica appartient au bassin versant de la mer Noire ; son propre bassin couvre une superficie de 1 343 km2. Elle n'est pas navigable.

## Rivière
La Jasenica naît de plusieurs ruisseaux, dont les principaux sont le Đurinci (en cyrillique : Ђуринци) qui vient du mont Venčac et la Srebrenica (en cyrillique : Сребреница) qui vient du versant septentrional du mont Rudnik en Serbie centrale. Au début de son cours, la rivière constitue la frontière orientale de la région de Kačer (Serbie). Elle coule d'abord en direction du sud-ouest, forme une boucle autour du mont Rudnik, passe les villages de Donja Šatornja et de Blaznava et atteint Stragari, une municipalité de la ville de Kragujevac. La région est connue comme le centre géographique de la Serbie (près du village de Čumić).
La Jasenica oblique en direction du nord, puis du nord-est au sud de Topola et, après Božurnja et Žabare, elle se dirige vers l'est. Près de Natalinci, elle reçoit sur sa droite les eaux de la Trnava (en cyrillique : Трнава) et change de direction une fois encore en s'orientant vers le nord-est. Après Mramorac, la Jasenica se divise en plusieurs cours parallèles jusqu'à son confluent.
Après Pridvorice et Vodice, la Jasenica atteint la ville de Smederevska Palanka, la localité la plus peuplée de sa vallée. Elle y reçoit sur sa gauche son affluent principal, la Kubršnica. La Jasenica incurve son cours vers l'est et se jette dans la Velika Morava près du village de Veliko Orašje (le bras sud de la rivière traverse la ville de Velika Plana).

## Région
La région de la Jasenica s'étend un peu au-delà de la vallée traversée par la Jasenica. Elle comprend la région délimitée par les monts Rudnik, Venčac et Kosmaj et par la vallée de la Velika Morava. Elle est divisée en deux sous-régions : la basse Jasenica de Kragujevac et la haute Jasenica de Smederevo. Elle couvre les vallées de la Jablanica, de la Kubršnica, du Veliki Lug, de la Brestovica, de la Milatovica et d'autres rivières. La rivière Jablanica elle-même forme la plus grande part de la limite orientale de la région.
La région est densément peuplée. Elle comprend plusieurs villes : Smederevska Palanka, Velika Plana, Aranđelovac, Mladenovac et Topola.